# Artillio Bergholtz
Artillio Emanuel Bergholtz, född 28 juli 1948 i Brännkyrka församling, Stockholm, är en svensk före detta barnskådespelare.

## Filmografi
- 1956 – Ett dockhem
- 1956 – Pettersson i Annorlunda
- 1956 – Tarps Elin
- 1957 – Enslingen Johannes
- 1958 – Sagan om Larsson
- 1961 – Svenska Floyd

### Fotnoter
1. ↑  ”Artillio Bergholtz”. Svensk Filmdatabas. http://www.sfi.se/sv/svensk-filmdatabas/Item/?type=PERSON&itemid=162158&ref=%2ftemplates%2fSwedishFilmSearchResult.aspx%3fid%3d1225%26epslanguage%3dsv%26searchword%3dBergholtz%26type%3dPerson%26match%3dBegin%26page%3d1%26prom%3dFalse. Läst 6 oktober 2012.